# Лима, Фернанда
Фернанда Кама Перейра Лима (порт. Fernanda Cama Pereira Lima; род. 21 июня 1977, Порту-Алегри, Риу-Гранди-ду-Сул, Бразилия) — бразильская модель, актриса, телеведущая.

## Биография
Карьеру модели начала в возрасте 14 лет в Японии, прожив там 4 месяца. В 1999 году стала ведущей бразильского канала MTV, проработала на канале до 2003 года. В различное время принимала участие в показах и рекламных акциях компаний и брендов: Telecom Italia, A camisa do Brasil, Antarctica, Maria Valentina, Havaianas, Scala Lingerie, Brahma, Grendha, Versace, L’Oréal, Vogue, Ellus, Killer Loop и других.
С 2002 года снимается в кино, первой картиной стал телевизионный сериал «Желания женщины» (порт. Desejos de Mulher), в 2003 году снялась в первом художественном фильме «Застрял в тебе». С 2003 года чередует съёмки в художественных фильмах со съёмками в телевизионных сериалах.
У Фернанды есть сыновья-близнецы от гражданского брака с Родриго Илбертом — Жуан и Франциско, родившиеся 18 апреля 2008 года.
В 2013 году была ведущей церемонии жеребьёвки чемпионата мира по футболу 2014 года в Бразилии. В Иране из-за откровенного наряда Лимы, были вырезаны все эпизоды жеребьёвки, в которых она появлялась.

## Фильмография
| Год       |     | Русское название          | Оригинальное название                   | Роль               |
| --------- | --- | ------------------------- | --------------------------------------- | ------------------ |
| 2002      | с   | Желания женщины           | Desejos de Mulher                       | Анкита             |
| 2003      | ф   | Застрял в тебе            | Stuck on You                            | камео              |
| 2004      | ф   | Диди хочет стать ребёнком | Didi Quer Ser Criança                   | взрослая Сандринья |
| 2004      | ф   |                           | A Dona da História                      | Мария Хелена       |
| 2005—2006 | с   | Пиф-паф                   | Bang Bang                               | Диана Баллок       |
| 2006      | кор |                           | Casas Brancas                           | Фернанда           |
| 2006—2007 | с   | Под хмельком              | Pé na Jaca                              | Мария Бо           |
| 2008      | кор |                           | Maria Ninguém                           | Бриджит Бардо      |
| 2009      | ф   |                           | Flordelis: Basta Uma Palavra Para Mudar | Бьянка             |
| 2009—2013 | с   | Любовь и секс             | Amor & Sexo                             | ведущая            |